# کنیسه دانیال
کنیسه دانیال یا کنیسه دانیل یا کنیسه لهستانی‌ها تنها کنیسهی یهودیان اشکنازی در تهران و ایران است. این کنیسه در خیابان سی تیر تهران جای گرفته است. پناهندگان یهودی لهستانی که در هنگام جنگ جهانی دوم به ایران آمده بودند، در کنار کنیسه حییم، یک کنیسه ویژه خود (اشکنازی) را می‌سازند. بعدها این کنیسه هم در اختیار یهودیان ایرانی قرار گرفت.

## پیشینه
در هنگام جنگ جهانی دوم گروهی از پناهندگان اروپایی و لهستانی به ایران پناه آوردند و یهودیان ایرانی مهماندار یهودیان لهستان می‌شوند. به این ترتیب با توافق با مسئولان جامعه یهودیان تهران، گروهی از یهودیان لهستانی در محل کنیسه حییم جای داده شدند. با افزایش و تمرکز خانواده‌های لهستانی در کنیسه حییم و پیرامون آن، با هماهنگی مسئولان جامعه و بزرگان جامعه لهستانی‌ها، در بخش غربی حیاط کنیسه حییم، فضایی را برای ساخت ساختمان کنیسه کوچکتری برای جامعه اشکنازی واگذار کردند. پس از چندی، کنیسه لهستانی‌ها با نام دانیل با کوشش و همیاری مدیران کنیسه حییم و جامعه لهستانی‌ها بنیاد نهاده شد.
کنیسه دانیل با گنجایش ۶۰ نفر برای آقایان و اتاقی در بخش جنوبی به گنجایش ۲۵ نفر برای بانوان اختصاص داده شد. هزینه ساخت این کنیسه را مهاجران اروپایی خودشان عهده‌دار شدند. سه سفر تورات (با طرح تورات اشکنازی) و پرده هخال را که همراه خود از لهستان آورده بودند در این کنیسه قرار دادند و مسئولیت شالیح‌صیپور، را شخصی به نام لوی (اهل آلمان) عهده‌دار شد.
پس از انقلاب اسلامی در ایران با مهاجرت خانواده‌های اروپایی نمازگزاران اشکنازی کنیسای دانیل، کاهش چشمگیری یافت. از سال ۱۳۷۰ برای عسارا شدن در کنیسا دانیل، از دیگر یهودیان تهرانی استفاده گردید در حال حاضر تنها شبات ها (نماز) را در کنیسه دانیل به جا می آورند.